# Nagyrada
Nagyrada is een plaats (község) en gemeente in het Hongaarse comitaat Zala. Nagyrada telt 552 inwoners (2001).